# Giovanni Barracco
(François Lenormant)
Giovanni Tommaso Carlo Barracco (Isola di Capo Rizzuto, 28 aprile 1829 – Roma, 14 gennaio 1914) è stato un politico, alpinista, intellettuale, collezionista, bibliofilo e mecenate italiano.

## Biografia

### Giovinezza
Il barone Giovanni Barracco nacque da Luigi (1788-1849) e da Maria Chiara Lucifero dei marchesi di Aprigliano (1792-1873) in una nobile e ricca famiglia del Regno delle Due Sicilie.
Giovanni Barracco trascorse i primi anni della sua vita in Calabria dove fu educato privatamente da Costantino Lopez, un erudito sacerdote originario di San Demetrio Corone. Una grande passione per il mondo antico lo portò a intraprendere lo studio di testi classici greci e latini, e a dedicarsi agli studi archeologici. Nel 1849, a 20 anni, per consuetudine familiare e come era in uso presso le famiglie nobili, si trasferì a Napoli per compiere studi legali nella locale Università. A Napoli già risiedeva il padre Luigi che ricopriva incarichi prestigiosi presso la corte (tra cui quello di Gentiluomo di Camera del Re).
Frequentò, da studente, gli ambienti intellettuali napoletani. Fu introdotto dal cognato Enrico d'Aquino, principe di Caramanico (che ne aveva sposato la sorella Emanuela Barracco), nel raffinato circolo di Leopoldo di Borbone, conte di Siracusa, fratello del re Ferdinando II e noto esteta, dove Barracco conobbe, tra gli altri, il di lui segretario, Giuseppe Fiorelli, valente archeologo e direttore degli scavi di Cuma.
Fu, in gioventù, simpatizzante liberale e non insensibile ai fermenti rivoluzionari, e sostenne, anche apertamente, la causa dell'unificazione nazionale e del Risorgimento. Questa ferma convinzione lo portò a schierare la famiglia e le sue ingenti fortune alla causa della casa Savoia e a finanziare la spedizione di Garibaldi, e, con essa, la caduta del regno borbonico.

### Carriera politica
Nel 1860 fu nominato Consigliere comunale di Napoli, occupata dai garibaldini. Iniziò così per Giovanni Barracco una prestigiosa e lunga carriera politica di integro, retto e impegnato parlamentare al servizio del nuovo Regno d'Italia. Nel 1861, a 32 anni, fu eletto deputato al Parlamento Nazionale quale rappresentante dei collegi di Spezzano Calabro e Crotone, vivendo a Torino, a Firenze, e dal 1870 a Roma proclamata capitale. Rimarrà alla Camera dei deputati, con una breve interruzione, fino al 7 giugno 1886, quando su proposta di Agostino Depretis, fu nominato da Umberto I Senatore del Regno. Aveva fatto scalpore, qualche anno prima, la sua rinuncia alla nomina a Ministro degli Affari Esteri offertagli dal Presidente del Consiglio dei ministri Giovanni Lanza: era il 1869 e Barracco rifiutò per timore che gli impegni politici lo distogliessero eccessivamente dalle attività culturali nelle quali già era immerso.
La sua intensa attività parlamentare di meridionalista sempre teso al progresso morale ed economico del Mezzogiorno d'Italia è ben documentata. Si prodigò con passione per sottolineare l'urgente necessità di strutture adeguate per lo sviluppo del Meridione, per favorire l'incremento dei trasporti e gli scambi commerciali, per la salvaguardia e il potenziamento del porto di Crotone, per la tutela della montagna e della collina tramite l'istituzione di una politica forestale e di rimboschimento, per l'irregimentazione delle acque, per la diffusione dell'edilizia rurale, per l'introduzione di colture più redditizie in agricoltura. Promosse e difese, assieme al conterraneo Bruno Chimirri, la Legge Speciale Pro Calabria "Provvedimenti a favore della Calabria", per cercare di risolvere, con avanzate idee economiche e sociali, l'arretratezza della sua terra. Ugualmente intensa la sua attività parlamentare di intellettuale impegnato nella valorizzazione e difesa del patrimonio culturale italiano: partecipò alla stesura della Legge Coppino sull'istruzione e della legge che istituiva la Passeggiata Archeologica di Roma.

### Collezionismo e altri interessi culturali
La sua passione culturale fu tuttavia sempre preponderante sugli altri interessi ed attività. Questa lo portò a costituire sin dalla giovinezza una vasta biblioteca, donata poi al Comune di Roma assieme alla collezione archeologica, e comprendente l'opera omnia di autori quali Omero, Euripide, Tucidide e Senofonte, nonché testi di archeologia classica ed egizia, di cui Barracco fu grande conoscitore.
All'epoca del suo trasferimento a Roma (1871) data invece l'inizio dell'intensa attività di collezionista raffinato, che lo avrebbe portato a divenire fondatore di uno dei più pregevoli musei della capitale. La collezione archeologica, ospitata nel vasto appartamento privato di Giovanni Barracco, situato in via del Corso 160, presso Montecitorio, fu progressivamente accresciuta dagli acquisti che il barone fece sino alla fine della sua lunga vita sul mercato antiquario nazionale e internazionale, e arricchita da opere provenienti dagli scavi archeologici che coinvolgevano Roma negli anni successivi alla proclamazione della città a capitale del Regno. Alla morte di Barracco, la collezione comprendeva oltre 380 pezzi di arte egizia, sumera, assira, etrusca, cipriota, fenicia, greca, ellenistica, italica, romana e medievale.
Per costituire la propria collezione, Giovanni Barracco si avvalse della collaborazione di esperti internazionali, in primo luogo Ludwig Pollak (1868-1943), archeologo, studioso, collezionista, esperto e mercante d'arte, che fu il primo conservatore del Museo Barracco sin dalla sua fondazione nel 1904. Altri collaboratori furono Wolfgang Helbig (1839-1915), direttore dell'Istituto Archeologico Germanico di Roma, e il conte Giampaolo Dionisi Piomarta, appassionato collezionista d'antichità. L'amicizia con Ernesto Schiaparelli (1859-1928), direttore del Museo Egizio di Firenze e, dal 1894, del Museo Egizio di Torino, gli valse preziose consulenze nel campo della documentazione egizia.
Durante gli anni romani, Giovanni Barracco fu vivace animatore della vita culturale della capitale e intrattenne rapporti di amicizia con le élite culturali e politiche. Appassionato d'arte e di poesia, predilesse le amicizie femminili con donne colte ed intelligenti, tra cui Eleonora Duse. Fu accolto nel circolo della regina Margherita con cui strinse un'intensa amicizia cementata da comuni interessi intellettuali e dalla passione per la montagna che entrambi condividevano. E fu Barracco che, a nome del Senato, porse alla Regina le condoglianze in occasione dell'uccisione del re Umberto I.
Giovanni Barracco fu anche valente alpinista e scalatore. Prese parte ad alcune ascensioni al Monte Bianco e al Monte Rosa, e partecipò con Quintino Sella alla terza ascensione al Monviso. Fu, assieme allo stesso Sella, socio fondatore del Club Alpino Italiano (1863).

### Nascita di un museo
Non avendo eredi diretti (non si era mai sposato e non aveva figli), Giovanni Barracco maturò la decisione di donare la sua collezione alla città di Roma. Fu insignito per questo della cittadinanza onoraria di Roma. Gli fu anche messa a disposizione un'area per farne un'adeguata sede museale, in Corso Vittorio Emanuele II, di fronte alla chiesa di San Giovanni dei Fiorentini. Il museo, denominato Museo di Scultura Antica, fu progettato da Gaetano Koch, con il quale Barracco aveva già collaborato quando, da Questore del Senato del Regno, aveva presieduto alla ristrutturazione e all'adeguamento di Palazzo Madama.
Giovanni Barracco seguì personalmente la fase progettuale e la realizzazione del Museo di Scultura Antica, che si presentava come un tempio classico. Su richiesta di Barracco, il Museo fu dotato di un impianto di riscaldamento (il primo in Italia), di ampie vetrate per una corretta illuminazione delle opere esposte, e di basi girevoli per permettere la visione a tutto tondo di alcune sculture. Al Museo fu legata anche la biblioteca personale di Giovanni Barracco.
Negli ultimi anni della vita, Giovanni Barracco trasferì la propria abitazione in Corso Vittorio Emanuele II, presso il Museo, e continuò ad arricchire la collezione. Lasciò, nel testamento, indicazioni ai suoi eredi affinché acquistassero alcune pubblicazioni per la biblioteca del Museo, del quale Ludwig Pollak sarebbe rimasto Conservatore fino alla sua deportazione da parte della Gestapo nel 1943.
Il Museo di Scultura Antica fu demolito nel 1938 in occasione dei lavori di sistemazione di Corso Vittorio Emanuele II successivi alla costruzione del Ponte Vittorio Emanuele II. La collezione fu trasferita presso l'Osteria dell'Orso e successivamente nei magazzini dei Musei Capitolini. Nel 1948 il Museo, denominato Museo Barracco, fu riallestito nel Palazzo della Farnesina ai Baullari a Corso Vittorio Emanuele II, messo appositamente a disposizione dal Comune di Roma.

### Familiari
Due fratelli di Giovanni Barracco, Alfonso (1810-1890) e Roberto (1836-1917) furono anch'essi nominati Senatori del Regno d'Italia, rispettivamente nel 1861 e nel 1896.
È prozio di Maurizio Barracco.

### Riconoscimenti
Galantuomo di vecchio stampo, ma al contempo spirito europeo e moderno, Giovanni Barracco raccolse in vita prebende e onori, in Italia come all'estero. Oltre alle già citate nomine a Senatore del Regno e a cittadino onorario di Roma, sono da ricordare quelle a Cavaliere dell'Ordine dei Santi Maurizio e Lazzaro, a membro effettivo dell'Istituto Archeologico Germanico, ad Accademico d'Onore dell'Accademia di San Luca, a Socio Onorario dell'Accademia Pitagorica fondata da Felice Caivano. L'Università di Halle gli conferì la laurea honoris causa. Fu inoltre autore di una raccolta di poesie, intitolata Regalia e dedicata alla regina Margherita di Savoia.